# Rahotep (herceg)
Rahotep (rˁ-ḥtp; „Ré elégedett”)  ókori egyiptomi herceg a IV. dinasztia idején; Ré héliopoliszi főpapja. Valószínűleg Sznofru fáraó fia, bár Záhi Havássz szerint Huni fia volt.
Felesége, Nofret nem volt királyi származású, egyetlen ismert címe a nemes hölgyeknek adományozott „királyi ékszer”. Rahotepet a meidúmi 6A, Nofretet a 6B masztabasírban temették el. A sírt Auguste Mariette tárta fel 1871-ben. Itt találták a házaspár festett mészkő szobrát, az óbirodalmi művészet egyik legismertebb alkotását, amely ma a kairói Egyiptomi Múzeumban található; a szobor Rahotepet bajusszal ábrázolja, ami egyiptomiaknál ritka volt. Ugyanebben a múzeumban találhatóak halotti kápolnája maradványai.
Nofrettel közös szobrán sorolják fel Rahotep címeit: Ré főpapja, az expedíciók irányítója, a munkálatok felügyelője, a király vér szerinti fia.
Rahotep sírjában hat gyermeküket is ábrázolják. Három fiuk volt: Dzsedi, Noferkau és Itu, valamint három lányuk, Mereret, Nedzsemib és Szethtet.

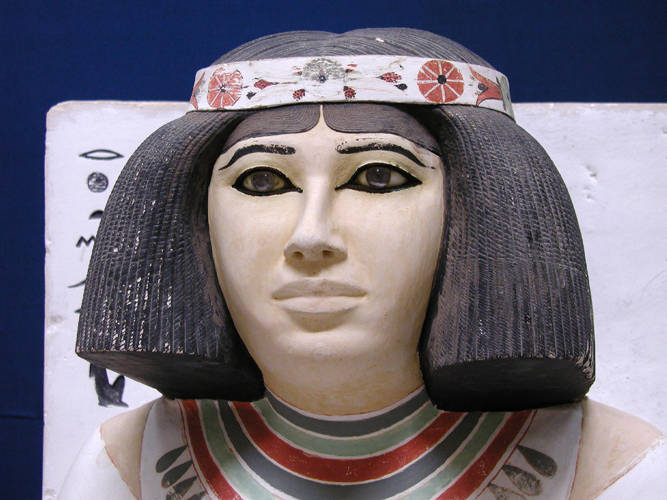
Nofret
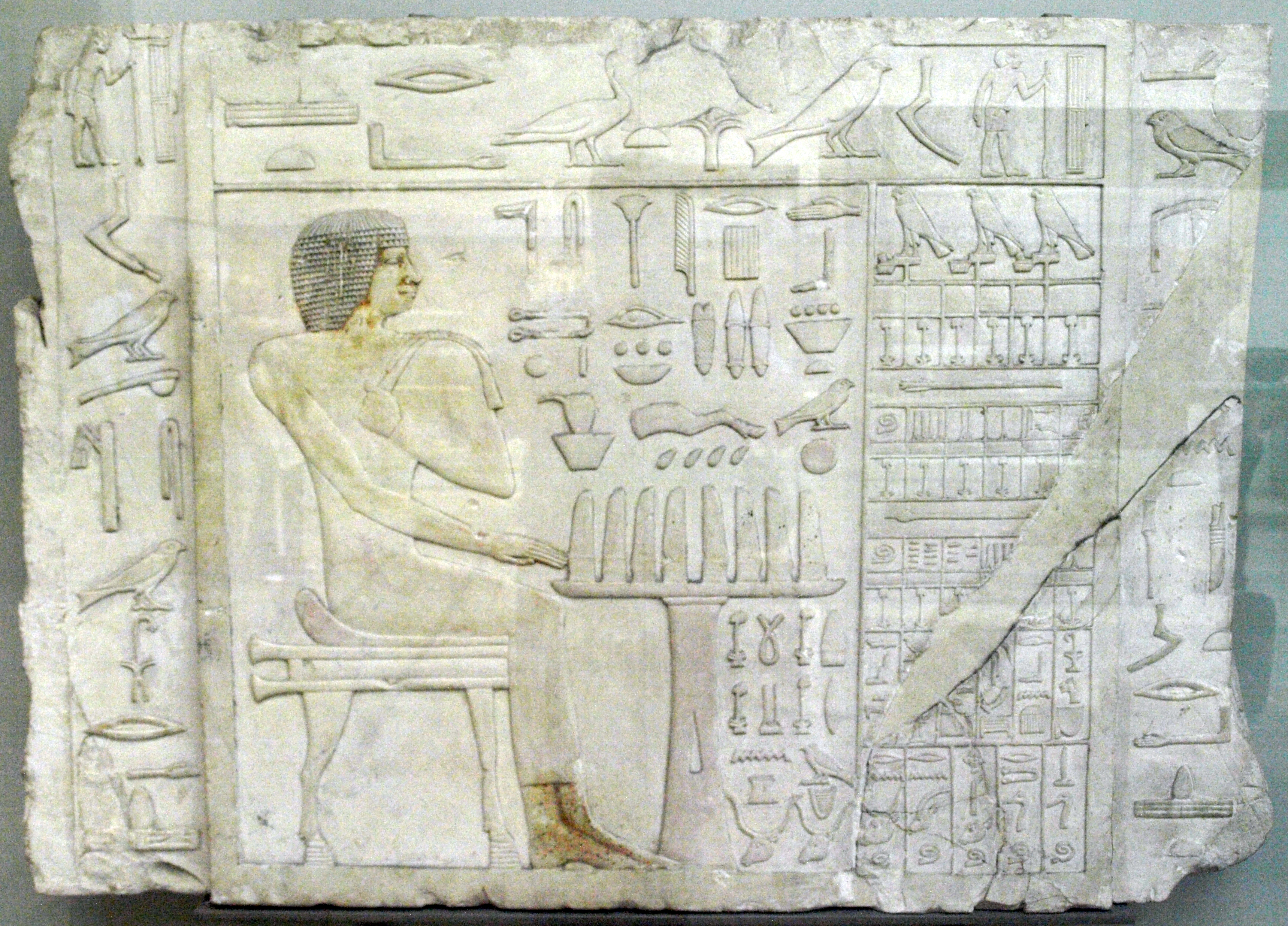
Rahotep sztéléje
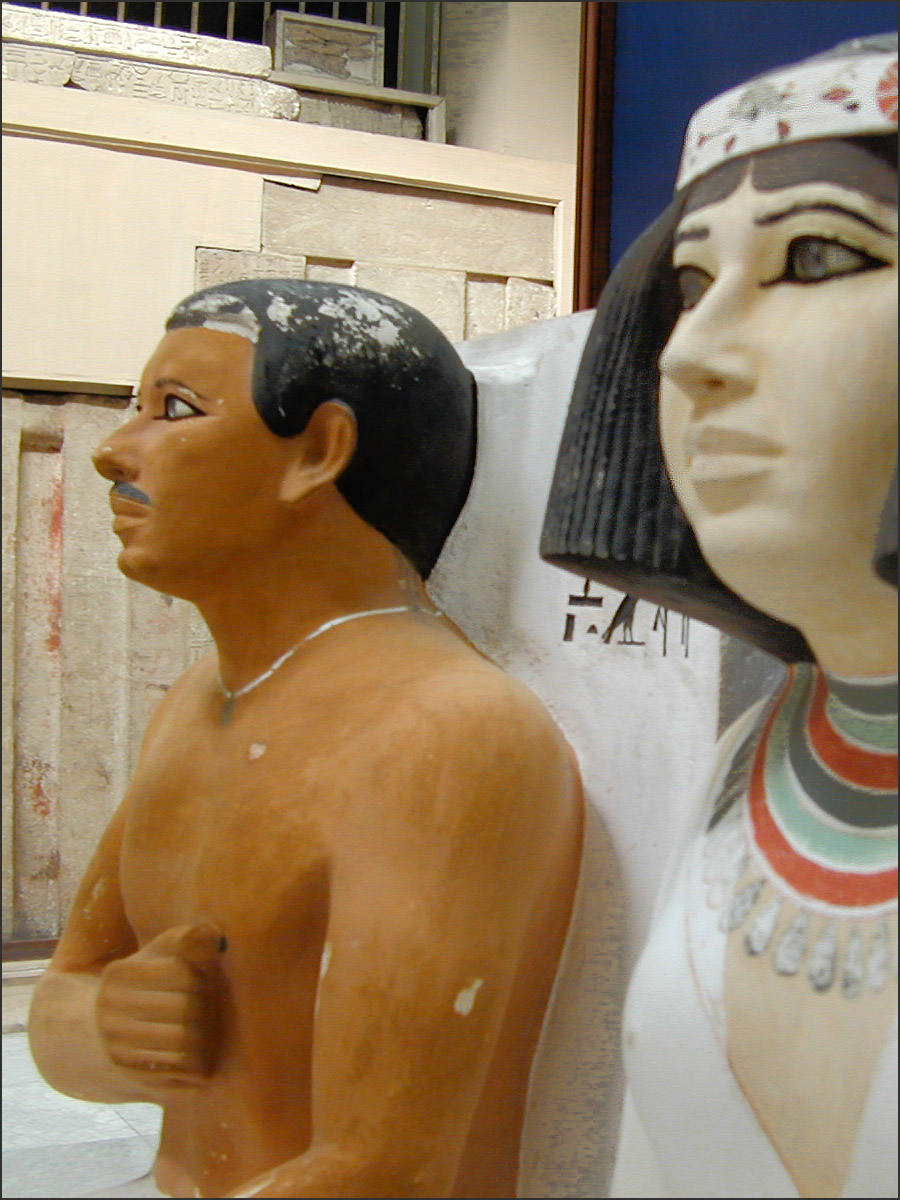
A szobor (részlet)
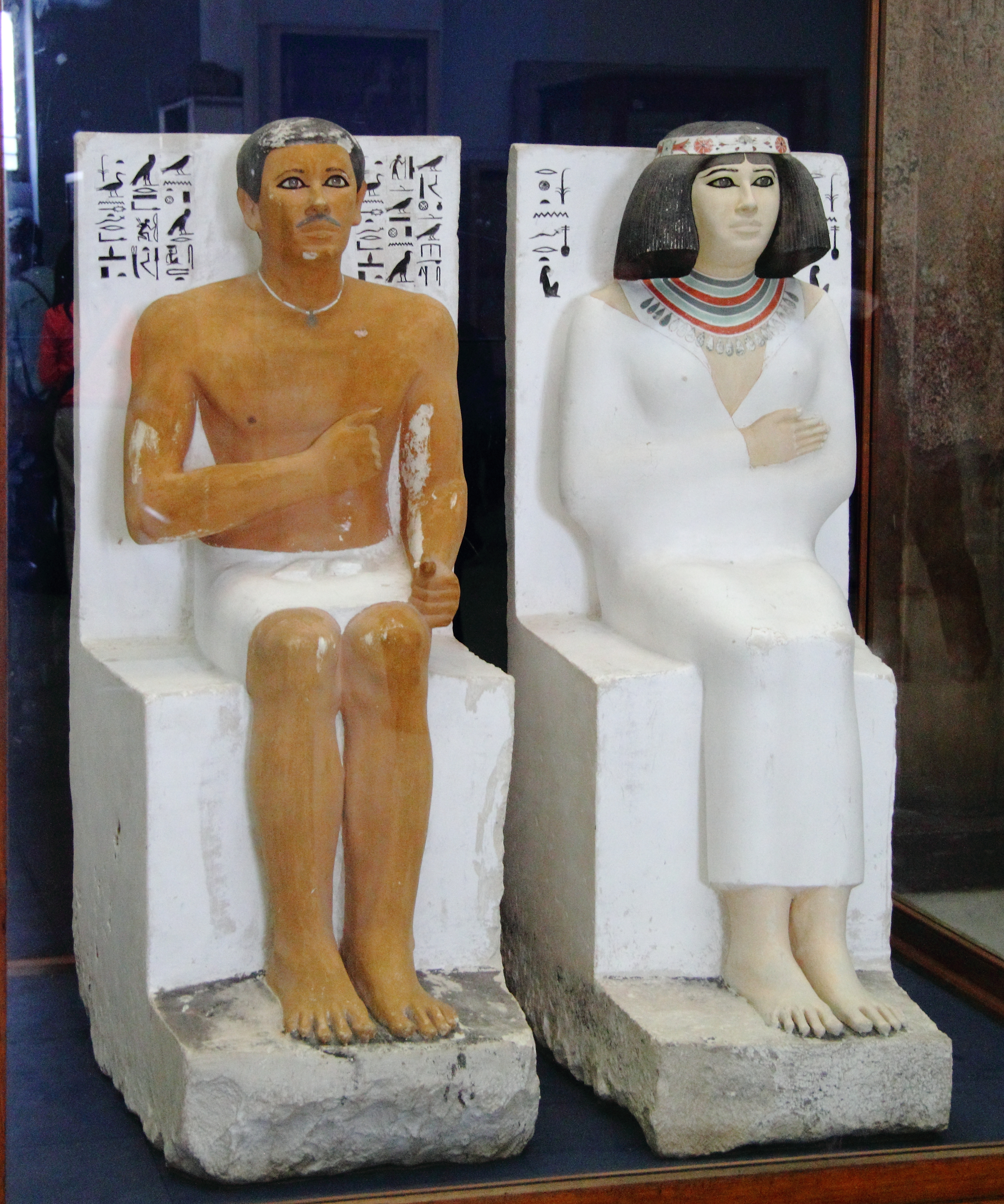
A szobor